# Black Gives Way to Blue
| Recensione | Giudizio |
| ---------- | -------- |
| AllMusic   | [ 1 ]    |

Black Gives Way to Blue è il quarto album in studio del gruppo Alice in Chains, pubblicato nel 2009, a ben quattordici anni di distanza dal terzo album, l'omonimo Alice in Chains.
L'album è stato pubblicato il 25 settembre in Australia, il 28 in Europa e il 29 in Stati Uniti e Canada. È il primo album della band con William DuVall, che ha rimpiazzato il defunto cantante Layne Staley.
Sono stati realizzati quattro videoclip: A Looking in View, Check My Brain, Your Decision e Lesson Learned.
Il disco si apre con All Secrets Known, che parla di un nuovo inizio e della rinascita del gruppo. Segue Check My Brain che si apre con uno dei riff più conosciuti di Jerry Cantrell. Last of my Kind è l'unico brano cantato interamente dal nuovo cantante William DuVall. A Jerry Cantrell è stato chiesto se Private Hell parlasse del compianto Layne Staley (come altri testi dell'album), ma il chitarrista ha detto che la canzone si riferisce ad una sua ex fidanzata.  youtube.com,  https://www.youtube.com/watch?v=L-4m8E42dnY. La title track, che chiude l'album, è una dedica a Staley. Ospite nel brano Elton John, che suona il pianoforte.

## Tracce
1. All Secrets Known – 4:42 (Jerry Cantrell)
2. Check My Brain – 3:57 (Jerry Cantrell)
3. Last of My Kind – 5:52 (Jerry Cantrell, William DuVall)
4. Your Decision – 4:43 (Jerry Cantrell)
5. A Looking in View – 7:05 (Jerry Cantrell, William DuVall, Mike Inez, Sean Kinney)
6. When the Sun Rose Again – 4:00 (Jerry Cantrell)
7. Acid Bubble – 6:55 (Jerry Cantrell)
8. Lesson Learned – 4:16 (Jerry Cantrell)
9. Take Her Out – 4:00 (Jerry Cantrell)
10. Private Hell – 5:38 (Jerry Cantrell)
11. Black Gives Way to Blue – 3:03 (Jerry Cantrell)

## Formazione
- Jerry Cantrell – chitarra, voce
- William DuVall – chitarra ritmica, voce
- Mike Inez – basso, cori
- Sean Kinney – batteria, percussioni

### Altri musicisti
- Elton John – pianoforte in Black Gives Way to Blue

### Produzione
- Nick Raskulinecz – produzione
- Randy Staub – missaggio